# Distretto di Higashiibaraki
Il distretto di Higashiibaraki (東茨城郡, Higashiibaraki-gun?) è uno dei distretti della prefettura di Ibaraki, in Giappone.
Fanno parte del distretto i comuni di Ibaraki, Ōarai e Shirosato.